# Koorkap

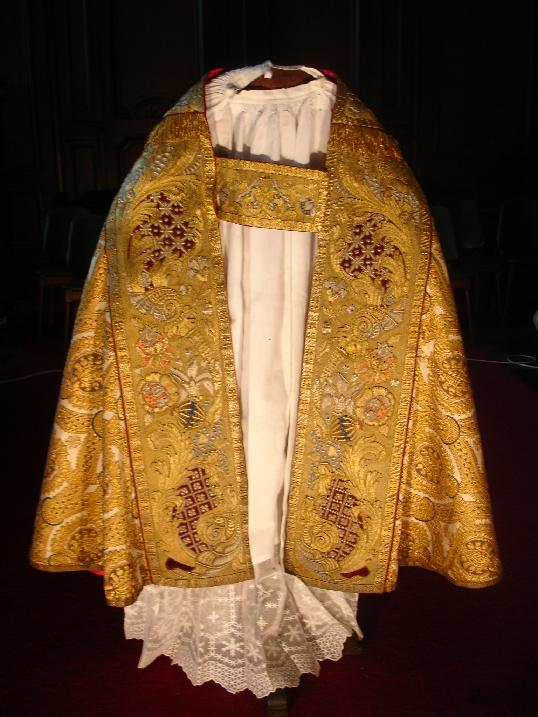
Voorzijde 18e-eeuwse koorkap met borduurwerk

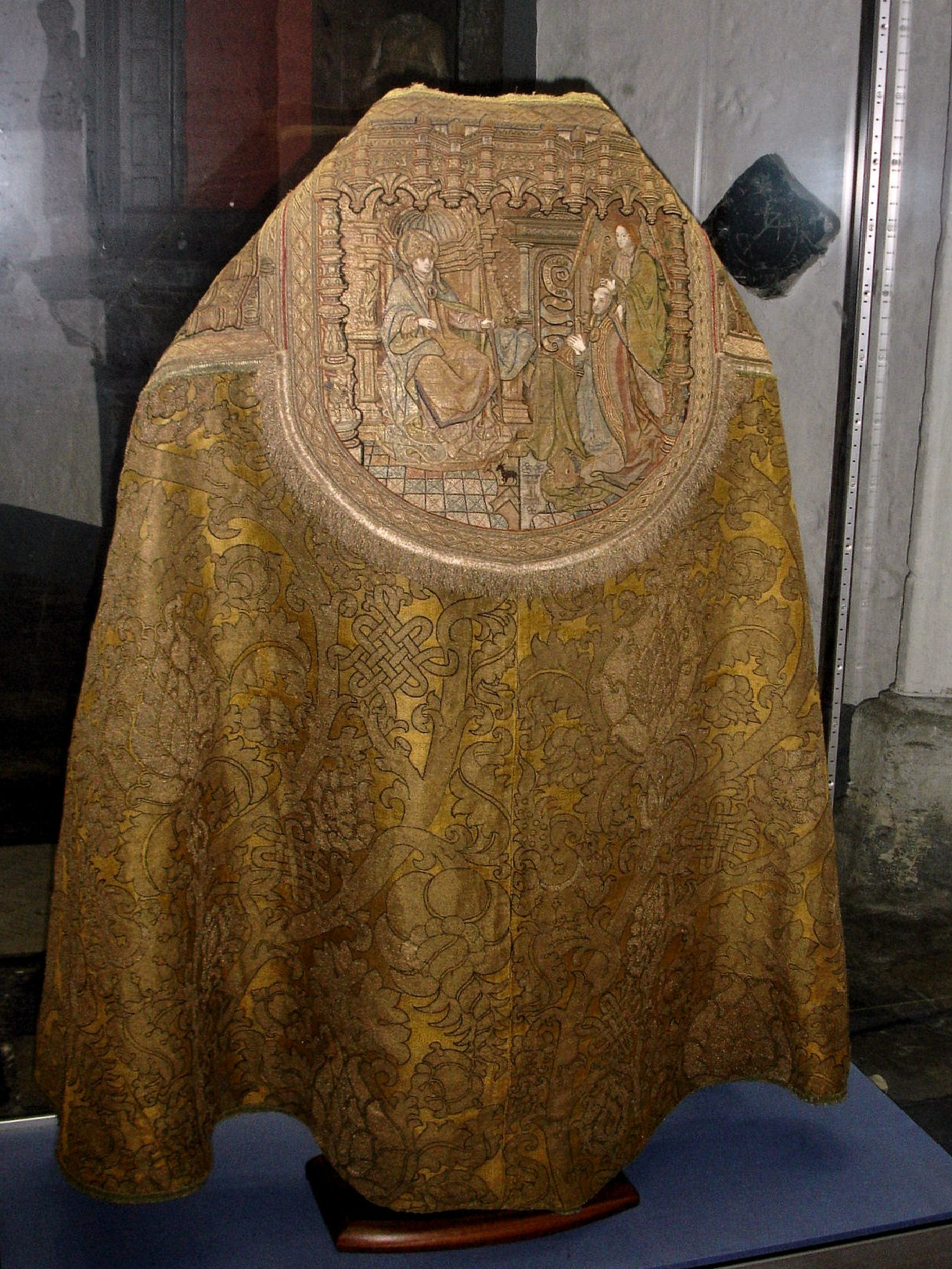
15e-eeuwse koorkap met rijk geborduurd kaproen of koorkapschild op de rugzijde (Sint-Baafskathedraal, Gent)

De koorkap, koormantel of vespermantel (in het Latijn pluviale, cappa of mantum) is een tot aan de voeten afhangend, wijd liturgisch gewaad dat gedragen wordt door geestelijken.
De koorkap heeft een koorkapsluiting of agraaf, variërend van eenvoudige haak tot rijk gedecoreerd edelsmeedwerk, en op de rug een uitgesneden kaproen (in Nederland: schild). Dit gewaad wordt door priesters, diakens en subdiakens van de Rooms-Katholieke Kerk en de Anglicaanse Kerk gedragen bij bepaalde plechtigheden zoals de getijden, het Asperges me, tijdens het lof en bij sacramentsprocessies. In de lutherse kerken van Scandinavië wordt de koorkap ook nog steeds gedragen, zelfs door de voorganger tijdens de eucharistieviering/avondmaal. De koorkap heeft min of meer de vorm van een halve cirkel.
Bekende voorbeelden van koorkappen vindt men in Nederland in de collectie van Museum Catharijneconvent te Utrecht.

## Gebruik in de liturgie
De koorkap verschilt van de kazuifel doordat zij de vorm vertoont van een mantel die vooraan voorzien is van een sluiting.
De koorkap wordt in de nieuwe vorm van de Romeinse ritus (Novus Ordo Missae) niet meer tijdens de mis gedragen: de geëigende gewaden zijn dan de kazuifel (priester) en de dalmatiek (diaken). De tunicella (subdiaken) wordt ook alleen in de traditionele vorm van de Romeinse ritus gedragen. In deze Tridentijnse ritus is er het gebruik van de priester-assistent die wél tijdens de (plechtige) mis (met assistentie) een koorkap draagt. Ook wordt in die ritus de koorkap gedragen wanneer vóór de mis van de geloofsleerlingen de gelovigen worden besprenkeld met wijwater tijdens het Asperges me of het Vidi aquam.
Bij uitstelling van het allerheiligste in de monstrans zijn koorkap en stola wit. Voor de getijden (goddelijk officie) volgen ze de liturgische tijd van het jaar. Ook cantores mogen bij plechtige gelegenheden een pluviale dragen (eigenlijk is het zelfs hun specifieke dracht).
- Karmelieten dragen tijdens het officie in plaats van een kovel een eenvoudige witte pluviale.
- Cappa magna, een verlengde koorkap die door bisschoppen en kardinalen wordt gedragen bij zeer plechtige gelegenheden.
- Sommige oosterse riten kennen een vorm van de kazuifel die precies overeenkomt met de westerse koorkap.

## Geschiedenis van de koorkap
Het woord "pluviale" komt uit het Latijn en betekent "regenmantel". Dit illustreert hoe de meeste paramenten (kerkelijke gewaden) zijn ontstaan uit de dagelijkse dracht in het Romeinse Rijk. In het middeleeuws Latijn heette het een "cappa".
De mantel werd (al dan niet met kap of capuchon) op reizen gedragen, maar vond ook zijn weg naar de liturgie. Het liturgisch gebruik van de koorkap wordt al vermeld in de 8e eeuw, maar kreeg vooral in de 9e eeuw een belangrijke plaats onder de liturgische gewaden, als eigen dracht van de cantor.

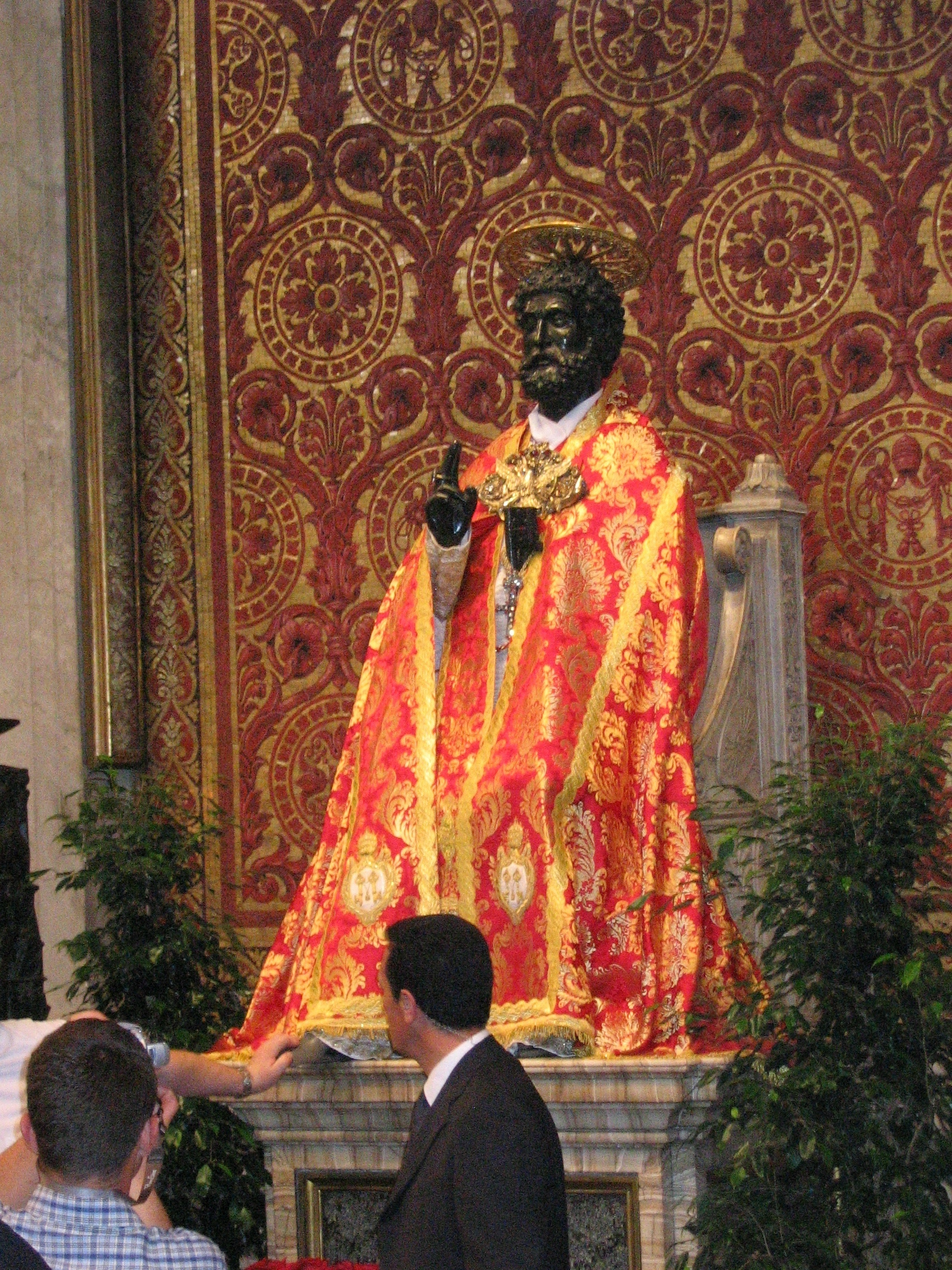
Beeld van Sint-Pieter met koorkap in de Sint Pietersbasiliek in het Vaticaan
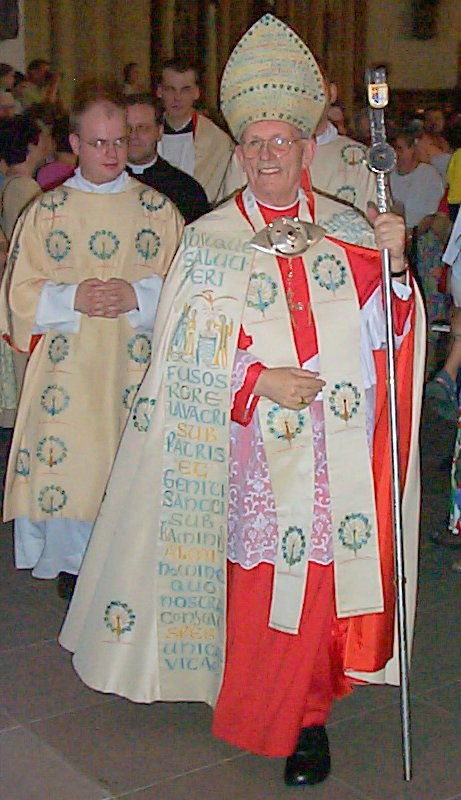
Johannes Kardinaal Degenhardt draagt een koorkap
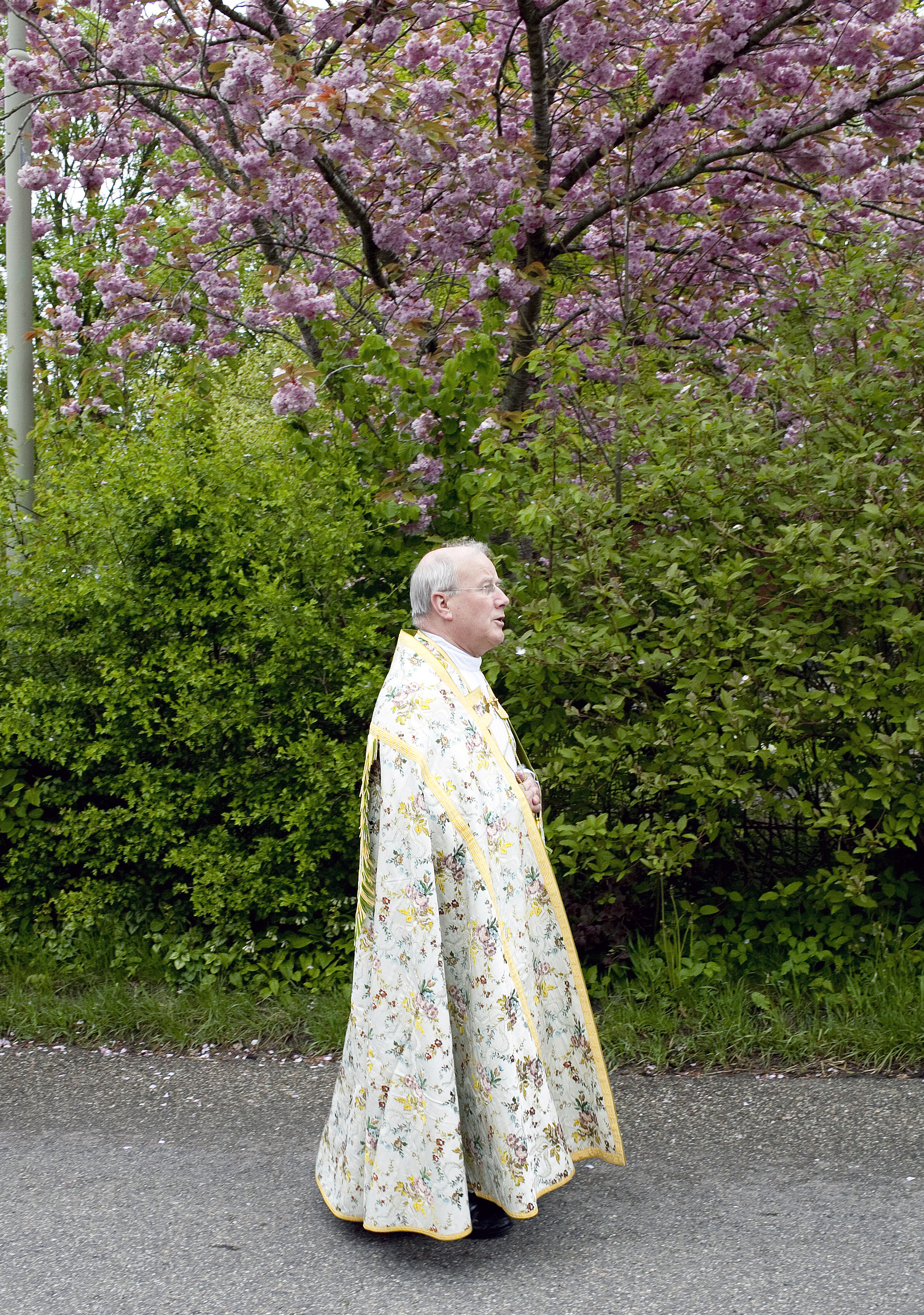
De plebaan van Groningen tijdens een processie naar Warfhuizen. Hij draagt een barokke koorkap, aan Warfhuister Kluis geschonken door Gabriël Bunge